# Katmer

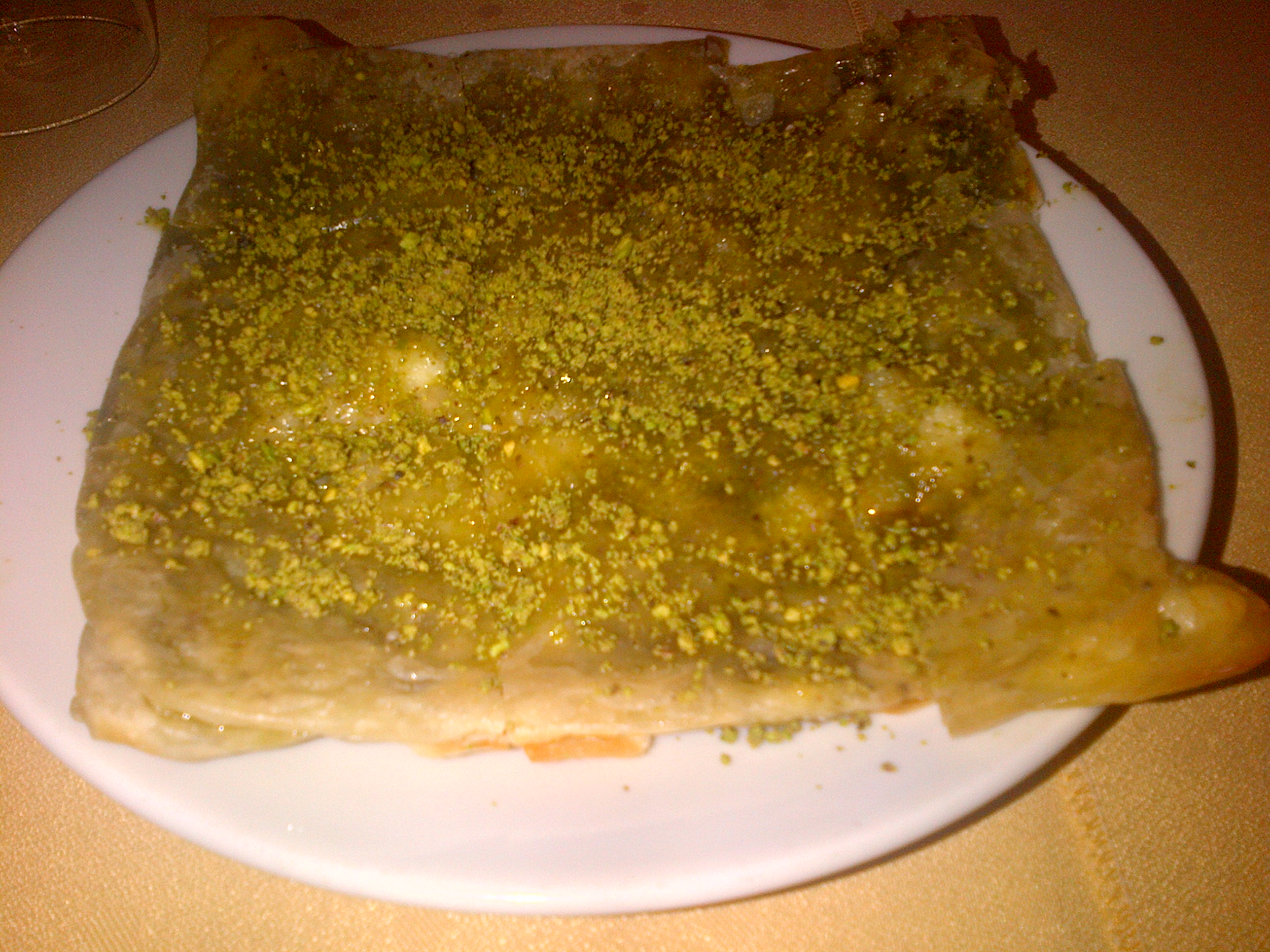
Katmer com postres a Turquia, amb kaymak (dins) i festuc rallat (a sobre).

Katmer o Katlama (significa doblar o doblat en turc) és un pa pla en la cuina turca i les cuines dels països de l'Àsia central. Al Kirguizstan s'anomena Kattama. A Turquia, el katmer és més comu a Afyon (ciutat famosa pel seu kaymak), Gaziantep i Sivas. A Urfa, la paraula katmer es fa servir per a denominar a la baklava. És un pa que ve en capes (kat).